# Joaquín Aguirre Bellver
Joaquín Aguirre Bellver (Madrid, 18 de enero de 1929 - Orihuela, Alicante, 1 de febrero de 2005) fue un periodista y escritor español. Cultivó la novela infantil-juvenil, el ensayo político y literario y el periodismo de opinión.

## Vida
Licenciado en Filología románica y periodismo, colabora desde 1964 en el diario Pueblo, donde crea el personaje de cómic Miguelín, dibujado por Zata y cuya adaptación al cine mereció el Premio Mundial de Cine para la Infancia y la Juventud, en el Festival de Cannes. En Pueblo firma también unas populares crónicas bajo el título "Por los pasillos de las Cortes". En la misma época dirige, junto con Miguel Buñuel, la colección de novela juvenil "La ballena alegre", de la editorial Doncel. Él mismo publica algunas narraciones, que obtienen importantes premios. Más tarde pasa a colaborar en El Alcázar, con artículos de opinión y crónicas parlamentarias, parte de las cuales recogió en el libro Y se inventó el rodillo. En sus últimos años se traslada a Orihuela y publica varios ensayos de investigación literaria. Fue también pintor e ilustrador.

## Narrativa
El juglar del Cid (1961) llegó a ser uno de los relatos juveniles más leídos en su tiempo y obtuvo el premio Lazarillo, el más antiguo de los galardones de literatura infantil-juvenil en España. Se trata de una fantasía sobre el personaje anónimo que compuso el famoso cantar de gesta y constituye una amena aproximación a este clásico español. El bordón y la estrella (1962), premio de la Comisión Católica de la Infancia, evoca una de las figuras más atractivas y menos recreadas de la Edad Media: la de los grandes pecadores que expiaban su culpa peregrinando a un lugar santo, en este caso a Santiago. Otro título destacable es el volumen de relatos El robo del caballo de madera, reeditado en 2008.
Póstumamente (y en pleno debate sobre la "memoria histórica" en España) aparece La mirada de un niño, con el subtítulo Novela-memoria de la guerra civil. Es reedición, con nuevo título, de la que el autor denominó Nuestra guerra y que había publicado en  1994. En ella da cuenta de las penalidades sufridas por él y su familia en el Madrid controlado por los milicianos del Frente Popular. 

## Ensayos
Aguirre Bellver es autor de numerosos ensayos de análisis político, entre los que se cuentan los que recogen su tarea de cronista parlamentario. Cuando, en los 80, El Alcázar crea Ediciones Dyrsa, Aguirre Bellver colabora con dos títulos: Sin miedo al futuro (1983) y España: un pueblo, una idea (1984), siempre en la línea del pensamiento tradicionalista español. 
En sus últimos años se dedica con preferencia al ensayo literario. El borrador de Cervantes (1992) aborda la composición del Quijote, aventurando la hipótesis de que fue concebido inicialmente como obra poética. Posteriormente dedicó su atención al Lazarillo (El borrador del Lazarillo, 1994) y a La Celestina (Los secretos de Celestina, id.)